# Fóstbrœðra saga
Die Fóstbrœðra saga (Schwurbrüdersaga) ist eine Isländersaga aus dem 13. Jahrhundert mit einer Handlung, die sich im frühen 11. Jahrhundert ereignet. Die Saga ist relativ bekannt, gilt aber aufgrund ihrer Gewaltszenen als eine der „umstrittensten“ Isländersagas. Problematisch ist außerdem, dass neuere Interpretationen oft auf dem Roman Gerpla (siehe unter Rezeption) aufbauen und nicht auf den überlieferten Textfassungen. Als Lebensgeschichte des Skalden Þormóðr Bersason Kolbrúnarskáld wird sie (mit Einschränkungen) zu den sechs Skaldenbiographien gezählt.

## Überlieferung
Die Saga ist in einigen Sammelhandschriften überliefert, wie durch die Óláfs saga helga der Flateyjarbók (AM 142,fol.; AM 566a, 4°) der Arnamagnäanische Sammlung. Die älteste Fassung findet sich in der Hauksbók. Eine unvollständige Textfassung findet sich in der Möðruvallabók. (Von dieser Version hat sich allerdings eine Abschrift aus dem 18. Jahrhundert erhalten, die noch einen vollständigen Text als Vorlage gehabt hatte.)
Zwischen den überlieferten Textfassungen gibt es deutliche Abweichungen. Die Fassung in der Flateyjarbók enthält einige zusätzliche Episoden und entspricht in ihrem Wortlaut weitgehend der Fassung in der Möðruvallabók. Der Text in der Hauksbók ist wesentlich kürzer.

## Handlung
Hauptschauplatz ist das nordwestliche Island, später auch Grönland und zuletzt Norwegen. Die Saga handelt von den beiden Schwurbrüdern Þorgeirr Hávarsson und Þormóðr Bersason Kolbrúnarskáld, die kurz nach der Jahrtausendwende eine Schwurbruderschaft schließen. Wenn einer von beiden getötet wird, soll der andere den Tod rächen.
Der Erste ist ein hartgesottener Krieger und der Zweite ein Dichter und Frauenheld. Þorgeirr ist ein Totschläger und beginnt seine „Laufbahn“ schon in jungen Jahren (mit 15), indem er seinen Vater rächt. Beide, auch Þormóðr steht dem Ersten kaum nach, nehmen ein Schiff, plündern mordend die Küsten Westislands und machen vor der bäuerlichen Bevölkerung keinen Halt. Þorgeirr wird infolge seiner Untaten geächtet und muss Island verlassen. Die Wege der beiden trennen sich, als Þorgeirr Þormóðr die Frage stellt, wer von ihnen gewinnen würde, wenn sie miteinander kämpfen. Um die Freundschaft nicht mit einem Kampf gegen ihn beendeten zu müssen, verlässt ihn Þormóðr. (Während beide in den zusätzlichen Episoden der Flateyjarbók-Fassung noch einige Male danach zusammentreffen, entsteht in den anderen Fassungen der Eindruck, dass beide den Kontakt zueinander völlig abgebrochen haben.)
Þormóðr bleibt in Island und kehrt zu seinem Vater zurück. In der Folge sucht er Zerstreuung in einer Liebelei mit Þordís von Ögur. Um den dadurch gefährdeten Ruf ihrer Tochter zu schützen, lässt ihre zauberkundige Mutter Gríma einen Anschlag auf ihn verüben, von dem er eine bleibende Behinderung davonträgt. Etwas später macht Þormóðr die Bekanntschaft mit Þorbjörg kolbrún, für die er Liebesgedichte schreibt. (Das ist in der Saga auch die Erklärung für seinen Beinamen: Kolbrúnarskáld.) Als er sich später wieder mit Þordís trifft und diese eifersüchtig ist, behauptet er, er hätte die Gedichte in Wirklichkeit für sie geschrieben und ändert sie um. Von Þorbjörg kolbrún im Traum zur Rede gestellt, streitet er alles ab, worauf sie ihn mit einem Fluch belegt, der sein Augenlicht bedroht. Auf Rat seines Vaters stellt er die ursprüngliche Fassung wieder her und leistet bei Þorbjörg kolbrún Abbitte, worauf sie den Fluch wieder zurücknimmt.
Þorgeirr geht nach der Trennung nach Norwegen in den Kriegsdienst für König Olaf den Heiligen. Später wird er mit seinen Begleitern in Hraunhöfn am Melrakkaslétta von Þorgrím Einarson trolli und Þórarinn ofsi und deren Gefolgsleuten angegriffen und getötet. Während Þórarin ofsi kurz darauf unter undurchsichtigen Umständen erschlagen wird, kehrt der Grönländer Þorgrím Einarson trolli in seine Heimat zurück. Eingedenk seines Schwurs reist Þormóðr nach Grönland, wo er ihn und weitere Mitglieder seiner Familie tötet. Danach wird Þormóðr Gefolgsmann von König Ólav dem Heiligen, an dessen Seite er in der Schlacht von Stiklastaðir fällt.

## Stilistische Auffälligkeiten
Die Fóstbrœðra saga unterscheidet sich stilistisch von den meisten Isländersagas, da hier statt der „Beobachterperspektive“ Gefühle direkt angesprochen werden und es zu direkten Wertungen auf der „Erzähler-Ebene“ kommt, dies in Form einer Reihe kürzerer Exkurse, die der Sagahandlung teils theologische, teils moralisierende, teils historische und anatomische Kommentare hinzufügen. Dadurch enthält der Text eine Mehrdeutigkeit, oft genug ist nicht ganz klar, wie ernsthaft die eine oder andere Szene tatsächlich gestaltet wurde.

## Bezüge zu anderenIsländersagas
- In der Grettis saga gibt es eine Szene, die sich auch in einer Fassung der Fóstbrœðra saga findet und von einem gemeinsamen Aufenthalt der Schwurbrüder mit Grettir in Reykjahólar erzählt.
- Über Þorgeirrs Tod berichtet auch der Þórarinns Þáttr ofsa. In diese Sache ist auch hier der aus anderen Sagas bekannte Gode Gudmundr ríkí Eyjolfsson verwickelt.[4]
- In der Ältesten saga des Heiligen Ólafr findet sich der Þormóðar Þáttr, der von einem Aufenthalt Þormóðrs bei König Knútr dem Großen in Dänemark und von seiner ersten Begegnung mit König Ólafr berichtet. Diese Geschichte weicht wesentlich von der Fóstbrœðra saga ab.[5]

## Rezeption
Der isländische Schriftsteller Halldór Laxness griff für seinen satirischen Roman Gerpla (deutsch erschienen als Die glücklichen Krieger) wesentlich auf Motive der Fóstbrœðra saga zurück. Auch in Gerpla stehen Þorgeirr und Þormóðr im Mittelpunkt der Erzählung.

## Übersetzung
- Sammlung Thule, Altnordische Dichtung und Prosa, Bde. 1–24, herausgegeben von Felix Niedner und Gustav Neckel, Jena, 1912–1930.
- Die Saga von den Schwurbrüdern / Fóstbrœðra saga. In: Klaus Böldl, Andreas Vollmer, Julia Zernack (Hrsg.): Die Isländersagas in 4 Bänden mit einem Begleitband. Fischer Verlag, Frankfurt am Main 2011, ISBN 978-3-10-007629-8. Bd. 2, S. 409–521.
- The Saga of the Sworn Brothers. Translated by Martin S. Regal. In: Viðar Hreinsson (General Editor): The Complete Sagas of Icelanders including 49 Tales. Reykjavík: Leifur Eiríksson Publishing, 1997. Volume II, pp. 329–402. ISBN 9979-9293-2-4.

## Sekundärliteratur
- Jónas Kristjánsson: Eddas und Sagas. Die mittelalterliche Literatur Islands. Übertragen von Magnús Pétursson und Astrid van Nahl, H. Buske, Hamburg, 1994, S. 233f., S. 290–293.
- Claudia Müller: Erzähltes Wissen. Die Isländersagas in der Möðruvallabók (AM 132 fol.) (= Texte und Untersuchungen zur Germanistik und zur Skandinavistik, Bd. 47; zugl. Bonn, Univ.Diss., 1999), P. Lang, Frankfurt am Main, 2001.
- Fóstbrœðra saga. In: Kindlers Neues Literaturlexikon. Studienausgabe. München, 1988. Bd. 18, S. 605ff.
- Kurt Schier: Sagaliteratur. Sammlung Metzler, Bd. 78 Realienbücher für Germanisten. Metzler, Stuttgart 1970.
- Rudolf Simek, Hermann Pálsson: Lexikon der altnordischen Literatur (= Kröners Taschenausgabe. Band 490). Kröner, Stuttgart 1987, ISBN 3-520-49001-3.